# Zdorowja Charków
Zdorowja Charków (ukr. «Здоров'я» Харків) – ukraiński klub piłkarski z siedzibą w mieście Charków, w północno-wschodniej części kraju, działający w latach 1936–1947.

## Historia
Chronologia nazw:
- 1936: Zdorowja Charków (ukr. «Здоров'я» Харків, ros. «Здоровье» Харьков)
- 1947: klub rozwiązano

Piłkarska drużyna Zdorowja lub Zdorowje została założona w Charkowie w 1936 roku i reprezentowała miejscową fabrykę chemiczno-farmaceutyczną "Zdrowie dla Robotników".
W 1937 i 1938 zespół startował w rozgrywkach Pucharu ZSRR.
W 1946 debiutował w Trzeciej Grupie ZSRR, ukraińskiej strefie wschodniej Mistrzostw ZSRR, w której zajął 6 miejsce. Jednak w następnym sezonie 1947 już nie przystąpił do rozgrywek na szczeblu profesjonalnym.
16 września 1947 roku Dobrowolne Towarzystwo Sportowe (DST) "Zdorowja", które zrzeszało związki zawodowe pracowników zakładów medycznych i sanitarnych, w ramach konsolidacji DST zostało dołączone do towarzystwa "Medyk". Klub został rozwiązany.

## Sukcesy
- III Grupa Mistrzostw ZSRR:
  - 6.miejsce (1x): 1946 (ukraińska strefa wschodnia)
- Puchar ZSRR:
  - 1/32 finału (2x): 1937, 1938

## Inne
- Metalist Charków